# Louis Denise
Louis Simon Denise est un poète, critique d'art, bibliographe et ornithologue français, né à Paris (3e) le 5 juin 1863 et mort à Paris (16e) le 30 juin 1914.

## Biographie
Bibliothécaire principal à la Bibliothèque nationale il participe au mouvement Le Chat noir. Il est notamment ami d’Albert Samain (1858-1900), Louis Le Cardonnel (1862-1936) et Léon Bloy (1846-1917). Il participe à la création du Mercure de France en 1889. En 1909, il fonde avec Auguste Ménégaux (1857-1937) la Revue française d'ornithologie scientifique et pratique.

## Publications
Il est notamment l’auteur de :
- La Merveilleuse doxologie du lapidaire (Mercure de France, Paris, 1893).
- Bibliographie historique et iconographique du Jardin des plantes, Jardin royal des plantes médicinales et Muséum d'histoire naturelle (H. Daragon, Paris, 1903)[3].
- Bibliothèque nationale. Catalogue des ouvrages de Buffon conservés au département des imprimés (Imprimerie nationale, Paris, 1905).
- Bibliothèque nationale. Catalogue des ouvrages de Calderon conservés au département des imprimés (Imprimerie nationale, Paris, 1905).
- Bibliothèque nationale. Département des imprimés. Catalogue des ouvrages de Cervantès (Imprimerie nationale, Paris, 1906).
- Bibliothèque nationale. Département des imprimés. Catalogue des ouvrages de César (Imprimerie nationale, Paris, 1906).
- Bibliothèque nationale. Catalogue des ouvrages de Descartes conservés au département des imprimés (Imprimerie nationale, Paris, 1909).
- Les Oiseaux lumineux et le livre « De Luce animalium » de Thomas Bartholin (1647) (H. Tessier, Orléans, 1910).
- Bibliothèque nationale. Catalogue des ouvrages de François de Sales conservés au département des imprimés (Imprimerie nationale, Paris, 1914).

Idées et doctrines littéraires des XVII, XVIII, et XIXème siècles publiées en janvier 1906.